# Linia kolejowa Tsumeb – Oshikango
Linia kolejowa Tsumeb – Oshikango (nazywana także Nordbahn) – niezelektryfikowana około 300 km nowo wybudowana linia kolejowa w Namibii. Rozpoczyna swój bieg w Tsumeb, gdzie łączy się z linią kolejową Walvis Bay – Tsumeb, i prowadzi od 2006 roku do Ondangwa.

## Historia
W 2001 roku rozpoczęto planowanie nowej linii do Oshikango. Budowa rozpoczęła się w 2002 roku. 11 maja 2006 roku uruchomiono ruch kolejowy do Ondangwa. Linia została zbudowana w rozstawie przylądkowym (1067 mm). Koszt budowy wyniósł 841 milionów N$ (około 65 mln EUR). 
Około 63 kilometrowe połączenie do Oshikango jest od tego czasu w budowie. Ukończenie tego odcinka było planowane na koniec 2011 roku. Oficjalne otwarcie gotowego odcinka nastąpiło w lipcu 2012 roku. Ten etap budowy linii kosztował około 80 milionów N$ (około 6,2 mln EUR)..
W trzecim etapie budowy planowana jest budowa 38 km odcinka do Oshakati.